# Kabinett Ringstorff III
Das Kabinett Ringstorff III war die Landesregierung von Mecklenburg-Vorpommern nach der Landtagswahl 2006. Die große Koalition aus SPD und CDU löste die rot-rote Koalition ab, die seit 1998 regierte. Ministerpräsident war erneut Harald Ringstorff (SPD). Die Regierung amtierte vom 7. November 2006 bis zum 6. Oktober 2008. In der Mitte der erstmals fünf Jahre dauernden Legislaturperiode trat Ringstorff zurück. Sein Amt übernahm Erwin Sellering (Kabinett Sellering I).

## Voraussetzungen
Zur Wahl stellte sich die seit 1998 amtierende erste rot-rote Koalition in Deutschland unter Ministerpräsident Harald Ringstorff (Kabinett Ringstorff I), die nach der Landtagswahl 2002 fortgesetzt wurde (Kabinett Ringstorff II). In dem Dreiparteiensystem aus SPD, CDU und PDS war die CDU die einzige Oppositionspartei.
Spitzenkandidat der SPD war Ministerpräsident Harald Ringstorff. Für die CDU trat Jürgen Seidel an, die PDS nominierte Wolfgang Methling, Spitzenkandidat der FDP war Michael Roolf. Für die Grünen traten Ulrike Seemann-Katz und Hendrik Fulda an, für die NPD Udo Pastörs.
Die mit der PDS regierende SPD musste gegenüber dem guten, vom starken Bundestrend geprägten Ergebnis von 2002 Verluste im zweistelligen Prozentbereich hinnehmen, blieb jedoch knapp stärkste Kraft vor der CDU.
Die CDU erlitt Verluste von 2,5 Prozentpunkten, während die PDS ihr Ergebnis von 2002 stabilisierte (+0,4 %).
Die FDP zog mit einem Plus von 4,9 Prozentpunkten und einem Ergebnis von 9,6 Prozent erstmals seit der Wahl 1990 wieder in den Landtag ein.
Die größten Gewinne (+6,5 Prozentpunkte) erzielte die NPD, die mit einem Ergebnis von 7,3 Prozent und sechs Abgeordneten erstmals in den Landtag einziehen konnte. Die Grünen scheiterten trotz leichter Stimmengewinne (+0,8 Prozentpunkte) mit einem Ergebnis von 3,4 Prozent deutlich am Einzug in den Landtag.
Mit dem Einzug von FDP und NPD in den Landtag erweiterte sich das Parteienspektrum vom Drei- zum Fünfparteiensystem.

## Die große Koalition unter Harald Ringstorff
Die bisherige rot-rote Koalition hätte mit 36 von 71 Mandaten zwar weiterhin eine knappe Mehrheit im Landtag gehabt, die SPD entschied sich jedoch für eine große Koalition mit der CDU. Damit kam es in Mecklenburg-Vorpommern nach 1994 und 1998 zum dritten Mal zu einem halben Regierungswechsel, bei dem ein Koalitionspartner in der Regierung blieb, um mit einem neuen Partner zu koalieren. Harald Ringstorff wurde mit 42 von 71 möglichen Stimmen zum Ministerpräsidenten wiedergewählt, obwohl die Koalition über 45 Sitze verfügte.
Sowohl die SPD, als auch die fast gleich starke CDU erhielten jeweils vier Ministerien.
Am 3. Oktober 2008 traten Ringstorff und zwei weitere Minister aus Altersgründen zurück, neuer Ministerpräsident wurde der bisherige Sozialminister Erwin Sellering (SPD).

## Liste der Kabinettsmitglieder
| Ministerium                                                     | Name              | Partei                                      | Partei                             | Staatssekretäre                              |
| --------------------------------------------------------------- | ----------------- | ------------------------------------------- | ---------------------------------- | -------------------------------------------- |
| Ministerpräsident                                               | Harald Ringstorff |                                             | SPD                                | Reinhard Meyer, SPD (Chef der Staatskanzlei) |
| Ministerpräsident                                               | Harald Ringstorff | Thomas Freund, SPD (Beauftragter beim Bund) | SPD                                |                                              |
| Stellvertreter des Ministerpräsidenten                          | Jürgen Seidel     |                                             | CDU                                |                                              |
| Wirtschaft, Arbeit und Tourismus                                | Jürgen Seidel     | Stefan Rudolph                              | CDU                                |                                              |
| Wirtschaft, Arbeit und Tourismus                                | Jürgen Seidel     | Rüdiger Möller, CDU                         | CDU                                |                                              |
| Inneres                                                         | Lorenz Caffier    | CDU                                         | Thomas Lenz                        |                                              |
| Justiz                                                          | Uta-Maria Kuder   | CDU                                         | Rainer Dopp, CDU                   |                                              |
| Finanzen                                                        | Sigrid Keler      |                                             | SPD                                | Jost Mediger, SPD                            |
| Landwirtschaft, Umwelt und Verbraucherschutz                    | Till Backhaus     | SPD                                         | Karl Otto Kreer, SPD               |                                              |
| Bildung, Wissenschaft und Kultur                                | Henry Tesch       |                                             | CDU                                | Udo Michallik                                |
| Verkehr, Bau und Landesentwicklung                              | Otto Ebnet        |                                             | SPD                                | Sebastian Schröder, SPD                      |
| Soziales und Gesundheit                                         | Erwin Sellering   | SPD                                         | Rainer Litten, SPD (bis 2007)      |                                              |
| Soziales und Gesundheit                                         | Erwin Sellering   | SPD                                         | Wolfgang Schmülling, SPD (ab 2007) |                                              |
| Parlamentarische Staatssekretärin für Frauen und Gleichstellung | –                 | SPD                                         | Margret Seemann                    |                                              |